# اولگا کنیازوا
اولگا کنیازِوا (روسی: Ольга Николаевна Князева؛ ۹ اوت ۱۹۵۴ – ۳ ژانویهٔ ۲۰۱۵) شمشیرباز زن اهل اتحاد جماهیر شوروی سوسیالیستی بود.
وی در مسابقات کشوری و بین‌المللی در مجموع برندهٔ ۵ مدال طلا، ۲ مدال نقره شده‌است.